# École nationale de la statistique et de l'administration économique
École nationale de la statistique et de l'administration économique (ENSAE ParisTech), fondată în 1942, este o universitate tehnică de stat din Malakoff (Franța).

## Secții
- Master

Domeniu: statistică, economie, macroeconomie, microeconomie, sociologie
- Mastère Spécialisé.

## Absolvent celebru
- Philippe Herzog, politic francez[1]